# Ajjakadirenahalli, Sidlaghatta
Ajjakadirenahalli là một làng thuộc tehsil Sidlaghatta, huyện Kolar, bang Karnataka, Ấn Độ.